# Jacques-Cousteau-Insel
Die Isla Cerralvo (mexikanisch-spanische Aussprache: [ˈizla seˈralbo]), offiziell Isla Jacques Cousteau ([ˈizla ʝak ˈkusto]), ist die südlichste der mexikanischen Inseln im Golf von Kalifornien.
Die Insel wurde zu Ehren des französischen Meeresforschers Jacques-Yves Cousteau, dem Mexiko seine erste Meeresforschungsstation in Niederkalifornien zu verdanken hat, im November 2009 gegen einige Proteste im Land umbenannt. Die Isla Cerralvo ist 136,5 km² groß, in Nord-Süd-Richtung 29,5 km lang und bis zu 7,2 km breit, und liegt 11,7 km vor der Küste in der Nähe der zum Bundesstaat Baja California Sur gehörenden Stadt La Paz im Municipio La Paz. Dazwischen liegt der Canal de Cerralvo. Die Insel ist vulkanisch und erreicht eine Höhe von 771 Metern. Am Südostende der Insel, Punta Montaña, steht ein 11 Meter hoher Leuchtturm.
Seit 2005 gehört die Insel mit 243 anderen im Golf von Kalifornien zum UNESCO-Welterbe. Auf ihr leben eine Reihe endemischer Spezies, z. B. der Leguan Ctenosaura hemilopha insulana, die Eidechsen Sceloporus grandaevus und Cnemidophorus ceralbensis und die Schlange Rhinocheilus etheridgei. Durch den Cerralvo-Kanal ziehen häufig Wale.